# Cambra del Llibre de Catalunya
La Cambra del Llibre de Catalunya és una associació professional sense ànim de lucre creada el 1981 per a la representació i gestió dels interessos professionals del llibre a Catalunya. Agrupa llibreries, distribuïdores, editorials i empreses d'arts gràfiques especialitzades en la producció de llibres. Està formada pel Gremi d'Editors de Catalunya, el Gremi de Llibreters de Catalunya, el Gremi de Distribuïdors del Publicacions, i el Gremi d'Indústries Gràfiques de Catalunya.
Té com a antecedent la Cambra Oficial del Llibre de Barcelona, constituïda el 1918 pels principals editors catalans i que desenvolupà una gran activitat fins l'esclat de la Guerra Civil espanyola, el 1936. Durant aquest període va ser l'entitat que va instituir la Festa del Llibre a Catalunya i que va publicar els primers catàlegs bibliogràfics catalans. El 1939, en acabar la Guerra Civil, va desaparèixer per ser annexionada a l'Instituto Nacional del Libro Español (INLE). El 1981 va ser restaurada amb l'actual nom de "Cambra del Llibre de Catalunya", assumint les tasques de l'INLE, que poc després desapareixeria.
Cada any atorga el Premi Memorial Fernando Lara, en reconeixement de la tasca desenvolupada per un editor o editora menor de 40 anys, en el marc de La Nit de l'Edició. Actualment és presidida per Patrici Tixis, president del Gremi d'Editors de Catalunya.